# Herznach

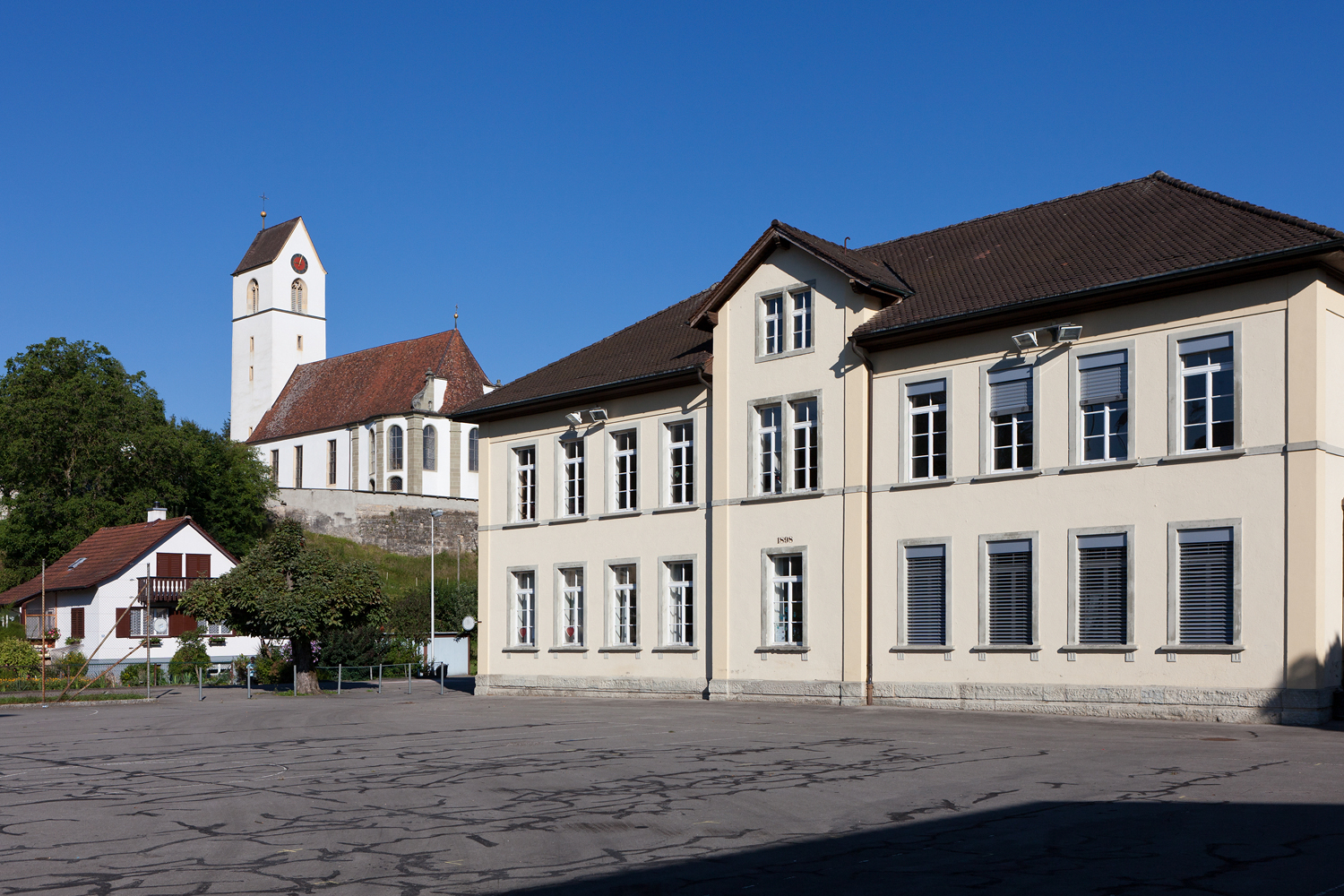
Gammalt skolhus.

Herznach är en ort och kommun i distriktet Laufenburg i kantonen Aargau, Schweiz. Kommunen har 1 560 invånare (2021).